# BR-401
A BR-401 é uma rodovia federal brasileira que liga a capital do estado de Roraima aos municípios de Normandia e Bonfim, ambos na fronteira com a Guiana. Possui 185 quilômetros de extensão, estando o Km 0 localizado em Boa Vista, no cruzamento com a BR-174, pouco antes atravessar a Ponte dos Macuxis.

Antes de Bonfim, a BR-401 segue para Normandia até o Km 185 (algumas fontes indicam como Km 199,2). A rodovia é atendida por um posto da Polícia Rodoviária Federal antes da Ponte dos Macuxis, dentro do perímetro urbano de Boa Vista.

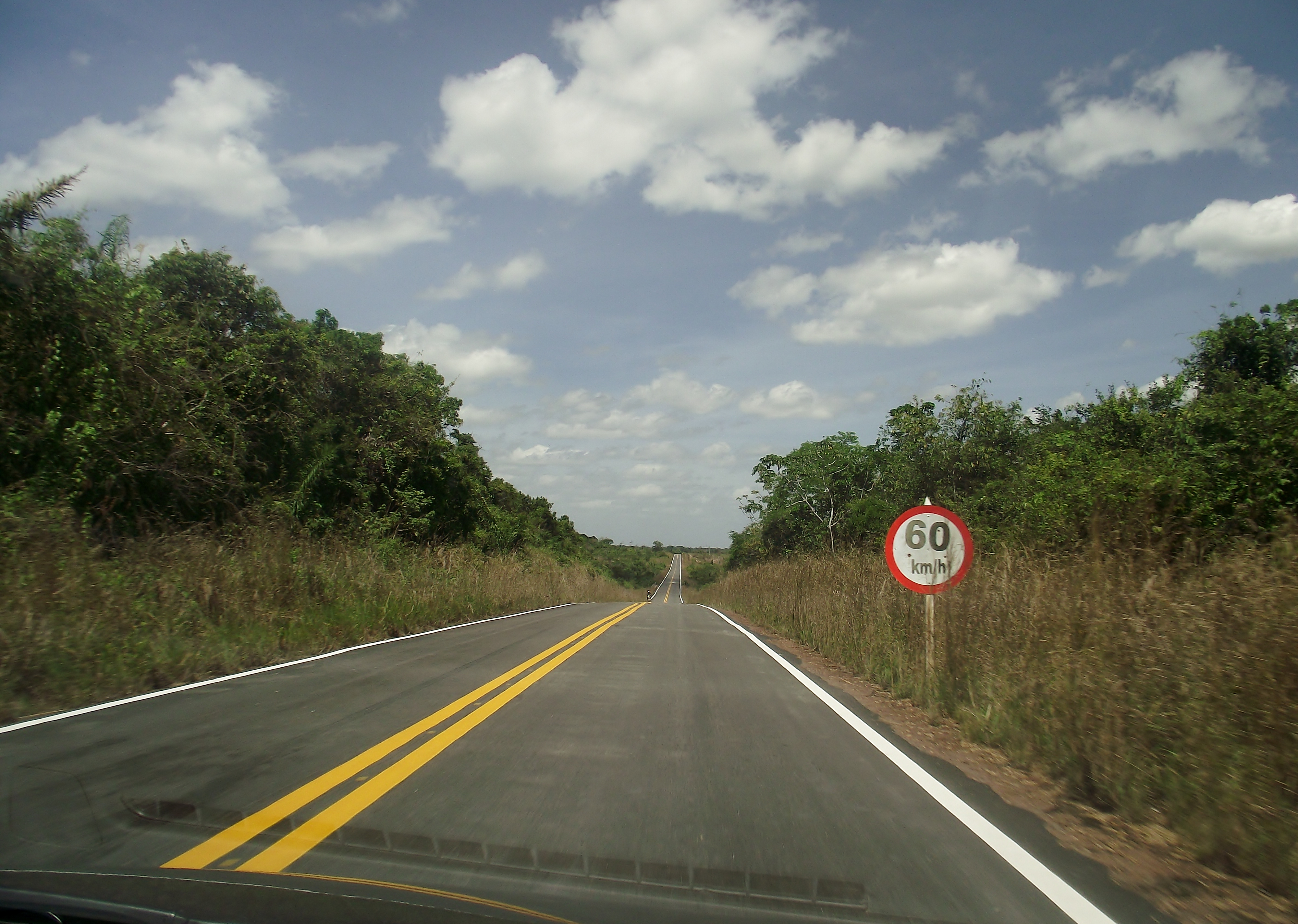
BR-401 cortando o cerrado característico da região Nordeste de Roraima.

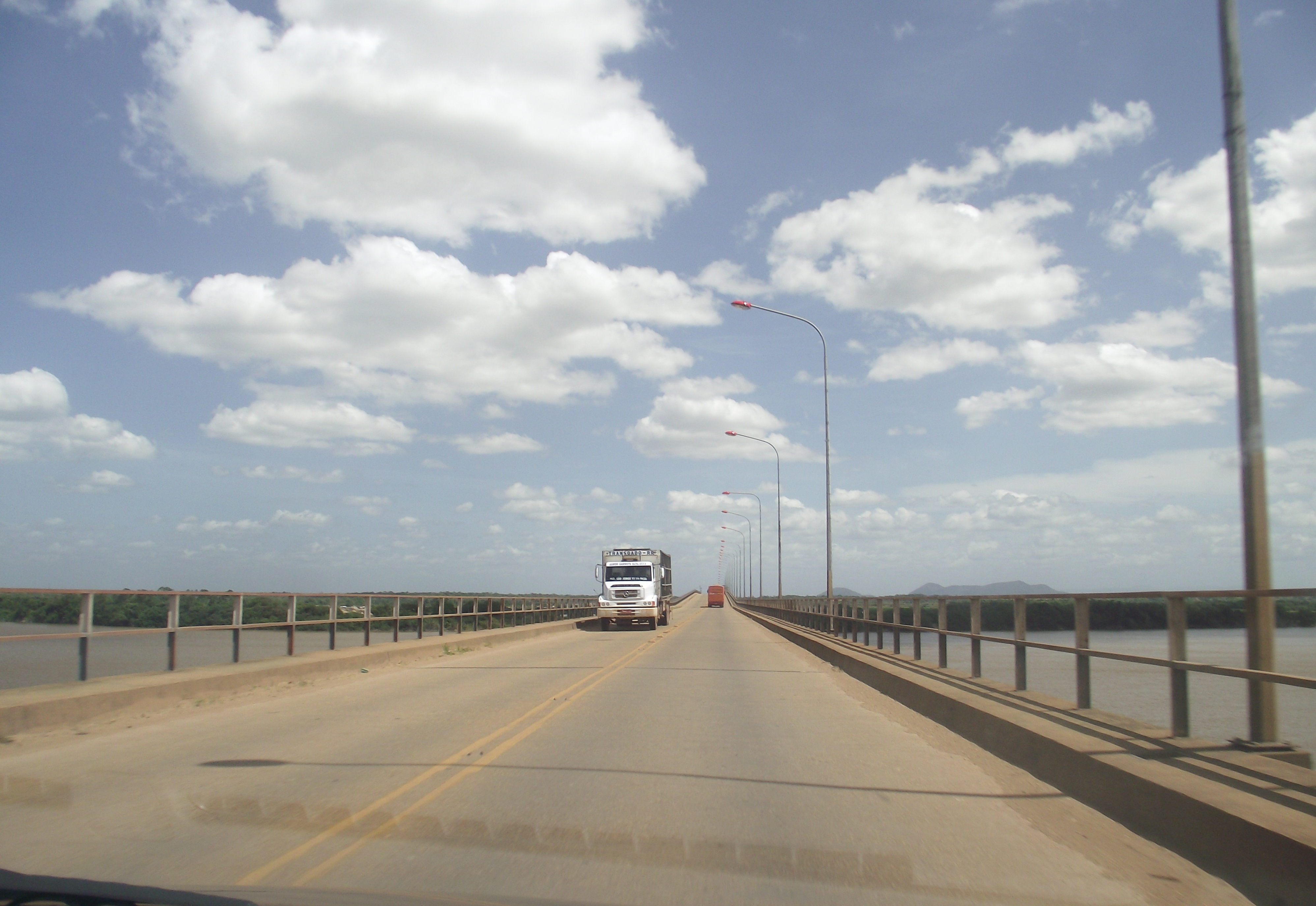
BR-401 logo após Boa Vista, cruzando a Ponte dos Macuxis sentido Guiana.

A Ponte sobre o Rio Tacutu liga os territórios brasileiro e guianense. Após esta ponte, do lado estrangeiro, existe um viaduto de conversão que permite aos automobilistas mudarem de sentido de circulação, seja da direita para a esquerda (Brasil–Guiana) ou, da esquerda para a direita (Guiana–Brasil), uma vez que aquele país utiliza a mão inglesa.

## Localidades atendidas
Segue relação de comunidades cortadas pela BR-401.
 Município de Boa Vista
- Sede municipal

 Município do Cantá
- Propriedades rurais

 Município do Bonfim
- Sede municipal

 Município do Normandia
- Sede municipal